# Encore (album Davida Garretta)
Encore to album Davida Garretta z 2008 roku, wydany w Europie.

## Lista Utworów
1. "Smooth Criminal" (Michael Jackson)
2. "Who Wants to Live Forever?" (Queen)
3. "Clair de Lune" (Claude Debussy)
4. "He's a Pirate" (Pirates of the Caribbean)
5. "Summertime" (George Gershwin)
6. "Hungarian Dance No. 5" (Johannes Brahms)
7. "Chelsea Girl" (David Garrett i Franck van der Heijden)
8. "Summer" (Antonio Vivaldi)
9. "O Mio Babbino Caro" (Giacomo Puccini)
10. "Air" (J.S. Bach)
11. "Thunderstruck" (AC/DC)
12. "New Day" (David Garrett i Franck van der Heijden)
13. "Ain't No Sunshine" (Bill Withers)
14. "Rock Prelude" (David Garrett i Franck van der Heijden)
15. "Winter Lullaby" (David Garrett i Franck van der Heijden)
16. "Zorba's Dance" (Z filmu Zorba the Greek))